# Bernard Arnault
Bernard Jean Étienne Arnault (født 5. marts 1949) er en fransk investor, erhvervsmand og kunstsamler. Han er formand og CEO i LVMH Moët Hennessy – Louis Vuitton SE, verdens største luksusvare-virksomhed. Han har siden december 2022 været verdens rigeste person med en formue på over $180 mia.